# نوک‌مومی سویی
نوک‌مومی سویی (نام علمی: Coccopygia melanotis)، گونه‌ای رایج از سهرگان ریز و بومی آفریقای جنوبی است.